# Siglo de Oro neerlandés
La hegemonía neerlandesa del siglo XVII, también conocida como Edad de Oro neerlandesa  (en neerlandés: Gouden Eeuw), fue un período de la historia de los Países Bajos en que este país se transformó en una potencia de Europa y en el que florecieron el comercio, la ciencia y la cultura neerlandesas. 
Ese poder hegemónico se perdió primero ante Francia a finales del siglo XVII y después ante Inglaterra con el Tratado de Utrecht. En general se admite que empezó en 1602 con la fundación de la Compañía Neerlandesa de las Indias Orientales y la creación del Banco de Ámsterdam en 1609 y concluyó con el comienzo de la guerra franco-neerlandesa en 1672, el llamado Rampjaar o año desastroso.
Durante el Siglo de oro, mercaderes y colonizadores neerlandeses, muchos de ellos asociados con las Compañías Neerlandesas de las Indias Orientales y Occidentales, establecieron puestos comerciales y colonias en las Américas, el Sur de África y Asia, protegidos por una armada poderosa. A pesar de los desarrollos en la cultura neerlandesa, que incluyeron desarrollos artísticos y científicos, existe aún un debate sobre si el término de edad o siglo de oro es apropiado o no, en tanto algunos críticos señalan que el florecimiento del estado no representó un beneficio igual sobre la población, particularmente los esclavos. El museo de Ámsterdam dejó de usar oficialmente el término en 2019 por tal razón.

## Orígenes
Previamente, en el territorio neerlandés, se situaban las Provincias Unidas, formadas por las siete provincias del Norte de los Países Bajos (Frisia, Groninga, Güeldres, Holanda, Overijssel, Utrecht y Zelanda), agrupados desde la Unión de Utrecht (1579). Pese a que no se reconoció la independencia de las Provincias Unidas hasta la Paz de Westfalia (1648), sí existía una cierta autonomía en este país.
Mientras que el siglo XVII se caracterizó por una economía con crisis generalizadas, los Países Bajos crecieron económicamente. Esto se debió a que mientras en el periodo 1600-1750 se propugnó el mercantilismo entre los países (intervención del estado en la economía para conseguir una balanza comercial favorable — «vender mucho y comprar poco», se decía, y aumentar la producción), los Países Bajos tomaron la decisión de no poner trabas económicas y fomentar el comercio. De ello se derivó su poder hegemónico y su éxito en el ámbito productivo. Las bases de producción ya estaban establecidas algún tiempo atrás, pero su máximo brillo económico ocurrió en el periodo 1625-1675.

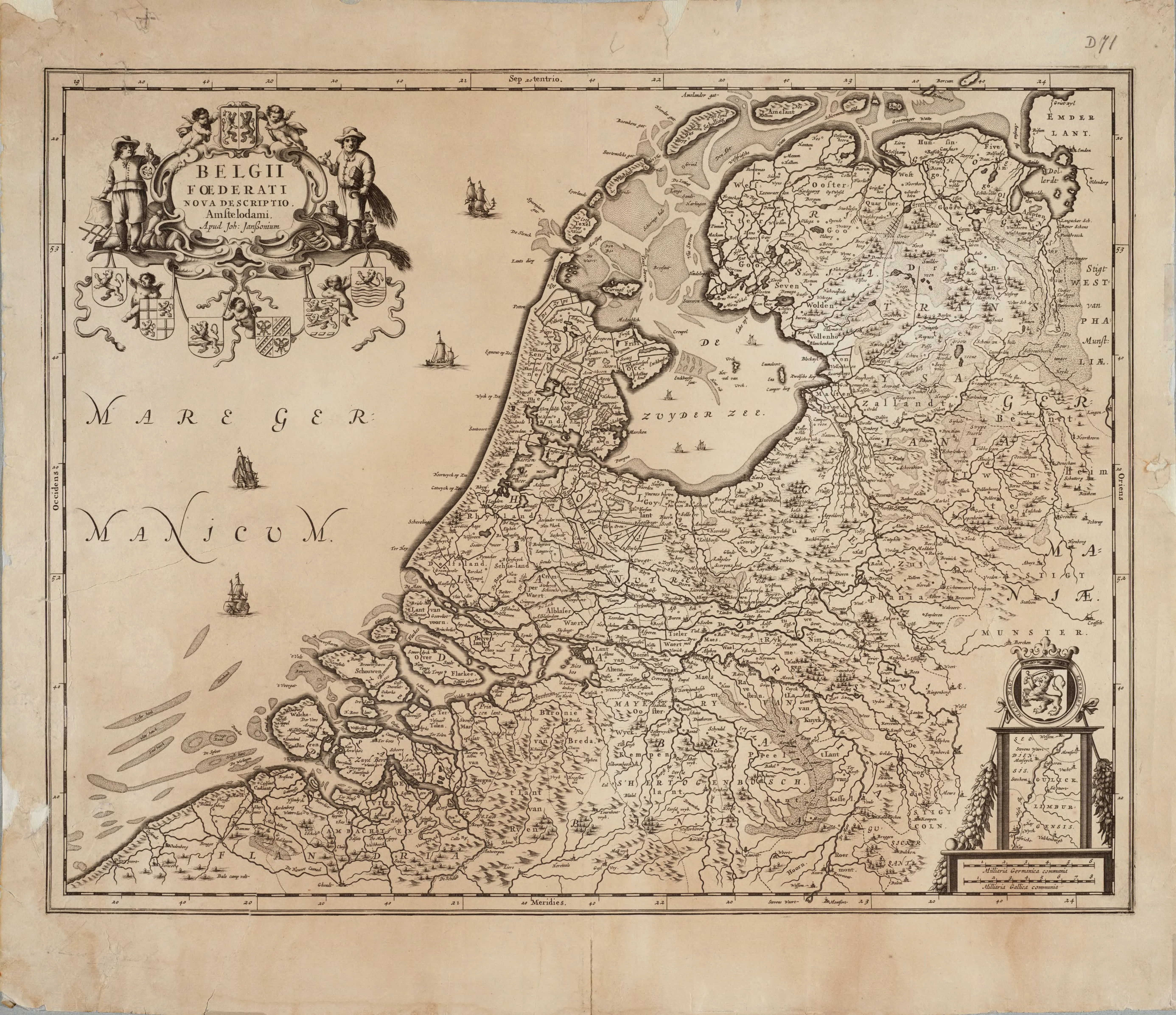
Mapa de las Provincias Unidas.

### Sector primario

#### Pesca
La pesca neerlandesa se centraba en la técnica del salazón, tradición que se remontaba al siglo XIII. El desarrollo de la industria del salado del arenque será un punto clave. Ayudarían al despegue de la actividad la formación de una importante flota, el desarrollo de nuevas embarcaciones, y la diversificación de las áreas de pesca.
El desarrollo de un nuevo tipo de embarcación, los llamados busses, buyssen y haringbu, de amplias cubiertas y con gran capacidad para transportar la sal necesaria les permitía procesar el pescado capturado en la propia nave y consiguientemente pescar cada vez más lejos, incluso cerca de Inglaterra y así vender a los británicos sus propios peces. También tenían una serie de buques-factoría que transportaban los salazones ya hechos desde alta mar hasta la costa, facilitando así su distribución y evitando que la nave que pescaba perdiese tiempo volviendo a puerto para descargar.
Los neerlandeses comenzaron a dominar varias zonas de pesca: mientras que se buscaba el arenque del mar del Norte, el desarrollo naval les permitía dirigirse a las proximidades de Groenlandia para la pesca de la ballena y el bacalao (se usaba la grasa de las ballenas para aceites e industrias alternativas como jabones y los huesos se usaban para elaborar botones y peines). También se desarrollan las conexiones y el intercambio comercial con la zona báltica y Escandinava, de las que traían sal y madera.
El sector pesquero estaba vinculado a otras industrias dependientes de la pesca, como la fabricación de redes y de diferentes objetos náuticos. 
 

#### Agricultura y ganadería

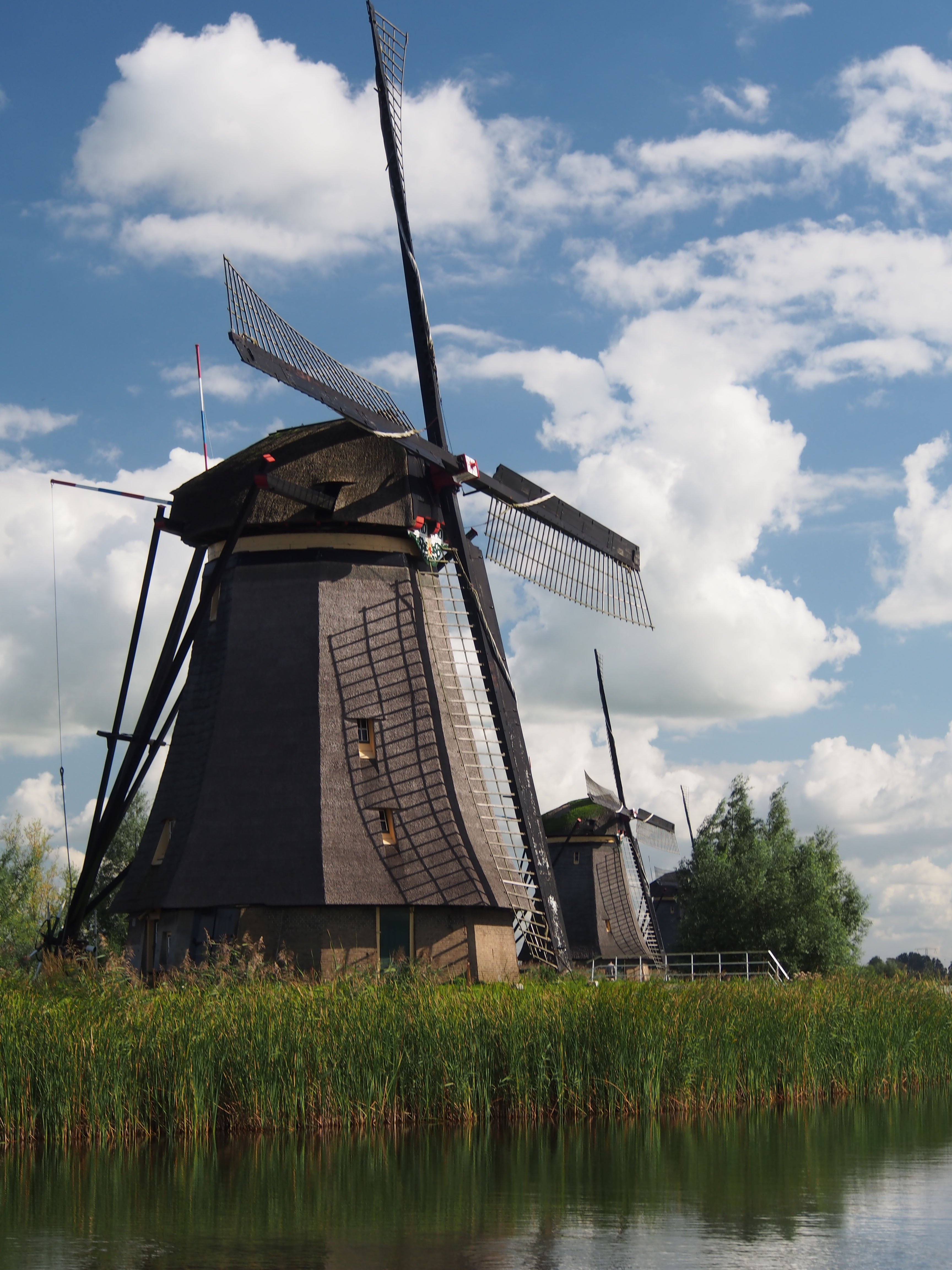
Molinos de viento en los Países Bajos, utilizados para moler el grano.

Las circunstancias geográficas de los Países Bajos no eran las más adecuadas para  la práctica agropecuaria productiva, pero pese a ello, desarrollaron una serie de técnicas para que la tierra rindiera al máximo:
- Los pólderes: El pólder es una técnica conocida desde el siglo XIII y que consiste en la desecación de tierras  inundadas protegiéndolas con diques y posteriormente bombeando el agua con ayuda de molinos, ganando así terreno cultivable. En el caso de los Países Bajos como las tierras se ganaban al mar, era también necesario inundarlas varias veces con agua dulce para eliminar la salinidad de la tierra.
- La adaptación del cultivo al tipo de suelo: Los pólderes aunque no eran tierras buenas para el cultivo de cereales, sí que lo eran para cultivos industriales que necesitan más humedad como son el lino, el cáñamo, lúpulo, la horticultura y los frutales. Lo básico era la producción de los colorantes, como el pastel, la granza, que se utilizaban en la industria textil. Fue en los Países Bajos donde se teñían las telas de otras zonas, como las de Inglaterra.
- El perfeccionamiento de otras técnicas: Utilización del abono orgánico animal e incluso de las basuras de las ciudades como fertilizantes, abandono del sistema de barbecho por un cultivo combinando de plantas forrajeras y pastos, uso de aperos de cultivo sencillos y baratos, y el trabajo intensivo en áreas reducidas para que produzcan más.

Cabe señalar una relación entre campo y ciudad: las ciudades también se veían favorecidas por el éxito agrario, ya que al necesitarse menos mano de obra en el agro, existía una mayor oferta de trabajadores para las ciudades.
Con respecto a la ganadería también tiene relación con la agricultura, pues se cultivaban muchas plantas forrajeras, lo que sumado a una aplicación de una fecundación sistemática, permitía un aumento considerable de la ganadería. De este modo aumentó la dieta cárnica entre la población, además del consumo de leche, mantequilla y quesos.

## Ideología económica

### Infraestructura financiera
Sin una buena infraestructura financiera, no hubiera sido posible este volumen comercial. Un aspecto importante es que a este sistema financiero podía acceder todo el mundo, desde la nobleza comercial hasta dirigentes y monarcas, pero nunca participó la nobleza española.
En las finanzas, los Países Bajos eran un territorio puntero. Es importante hacer hincapié en lo relacionado con los productos en la bodega de los puertos, que evitaban irregularidades en los precios y facilitaban la rapidez. También había compañías de inversión, como además había agentes especializados neerlandeses por todo el mundo que daban salida de estos productos. Eran importantes las grandes inversiones que se depositaban en el Banco de Ámsterdam, fundado en  el año de 1609. Este banco de depósito, donde se podía disponer de dinero en metálico, lo utilizaban en algunos casos también los extranjeros. Sería un banco sólido, que ayudó a ascender económicamente a los Países Bajos. También hay que señalar la aparición de la bolsa de Ámsterdam.

### Liberalismo
En una época marcada por el mercantilismo, el caso neerlandés abogó por un liberalismo en todos los campos. A Hugo Grocio se le atribuye la paternidad del derecho internacional moderno, cuyo punto principal es la libertad de acción.

## Gobierno

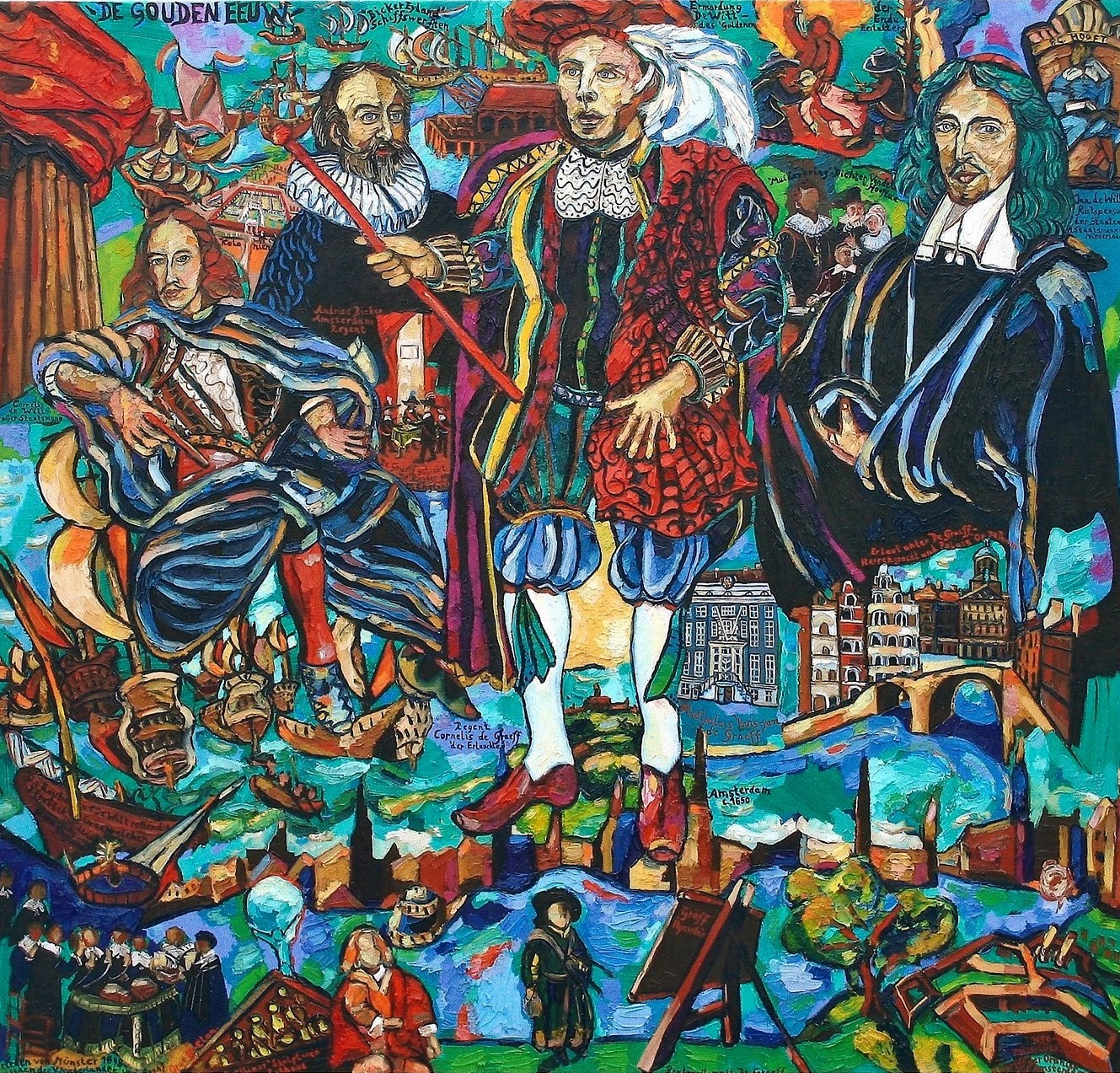
Pintura histórica "De Gouden eeuw" sobre la familia De Graeff en el Siglo de Oro neerlandês. Los protagonistas se muestran en torno a Cornelis de Graeff (centro) y sus familiares Johan de Witt (derecha), Cornelis de Witt (izquierda) y Andries Bicker (segundo desde la izquierda), así como algunos acontecimientos notables de esa época. (pintura de Matthias Laurenz Gräff, 2007)

### Estructura política
El éxito de la economía neerlandesa se corresponde con la organización interna del territorio. Incluso antes del reconocimiento legal de la independencia ya existía una vida autónoma, tenían un gobierno propio, con lo que se da mayor autonomía a las instituciones del territorio.

#### Ciudades
Las ciudades neerlandesas contaban con una amplia autonomía. Como organización básica estaban gobernadas por oligarquías locales, con el burgomaestre a la cabeza y magistrados municipales a sus órdenes. En las provincias marítimas las ciudades eran muy ricas, gracias al comercio y la industria. El florecimiento de Ámsterdam se produjo durante este siglo, construyéndose sus más importantes canales.

#### Provincias
Los Estados Provinciales dirigían las Provincias y eran los encargados de fijar el marco legal con las leyes. Estaban compuestos por delegados de las ciudades (la representación era diferente  según la ciudad), de la nobleza y en algunos casos por delegados del campesinado.
La composición variaba según el carácter de la provincia. En las provincias marítimas tenían un mayor peso los representantes de los ciudadanos. En las provincias interiores, sobre todo las del norte, había un equilibrio entre la nobleza y los ciudadanos. En otras eran los campesinos los más representados, aunque nunca tenían mucho poder.
La nobleza y los campesinos acomodados con frecuencia se coaligaban y las ciudades quedaban en segundo plano.
El organismo de Los Estados Provinciales englobaba varios cargos unipersonales:
- Pensionario de las provincias: Jurista pensionado elegido por los Estados Provinciales que preparaba los temas a tratar en las asambleas de los Estados Provinciales y encargado de dirigir la burocracia provincial.
- Estatúder de las provincias: Nombrado también por los Estados provinciales era el encargado de la ejecución de las leyes creadas por los Estados Provinciales. Era el encargado de la fuerza militar (tanto de tierra como de mar) de la respectiva provincia.

### Instituciones federales
Entre las principales instituciones se encontraban los Estados Generales quienes fueron la estructura fundamental del Estado Federal. Constituían el primer cuerpo dentro de la República, tenían su sede en La Haya, en Holanda. El número de representantes de cada provincia variaba en función de la importancia de la misma, pero finalmente solo existía un voto por provincia. Además, cuando se trataban asuntos importantes las decisiones tenían que tomarse por unanimidad. Estos estados Generales estaban reforzados por: Ministerios, Consejos de Estado y de Guerra.
También existía el gran pensionario, el encargado de dirigir la política exterior. Era un cargo electivo que se renovaba cada cinco años, pudiendo repetir el cargo la misma persona si era reelegida. Este cargo tenía generalmente un carácter pacifista, el prototipo fue Johan van Oldenbarnevelt.
El Gran Estatúder era quien llevaba el control del ejército y la armada. Generalmente este cargo estaba desempeñado por algún miembro de la Casa de Orange. Este cargo suponía el elemento rigorista (el hombre de la guerra) frente al pensionario que era más pacifista.

### Concepciones políticas
Las diferentes concepciones políticas imperantes en este país se resumían en dos: republicanos y orangistas:
- Los republicanos: Tomaban como punto de referencia los Países Bajos y el gran pensionario: defienden principios similares a los de la Compañía de las Indias Orientales (la VOC); se abogará siempre desde este sector por el mantenimiento de la paz (que supone un mayor éxito comercial). También proponen una mayor descentralización política y financiera de las ciudades neerlandesas, dentro del marco federal (las ciudades son las sostenedoras de este grupo).
- Los orangistas: En este grupo es más centralista y es evidente el predominio del Estatúder. Los apoyos de este grupo eran la nobleza (frente a los comerciantes republicanos), el campesinado de provincias de interior y el pueblo llano de las ciudades (que supone una minoría). Contaban con el apoyo del ejército y tenían una concepción política de un estado más centralizado, no querían la autonomía local de las ciudades.

 
Dependiendo de qué grupo predominara en qué momento se llevaban a término unas directrices u otras. Entre 1609 y 1620 estuvieron en el poder los republicanos, y tuvo lugar una larga tregua de doce años. A finales de la década de 1620, también se separaron estos grupos por motivos religiosos: Los orangistas eran calvinistas gomaristas (muy ortodoxos, y que dieron una gran importancia a la predestinación). Los republicanos eran más tolerantes, también calvinistas, pero arminianos.
Tras la celebración del Sínodo de Dordrecht se impuso el predominio gomarista, y se logró lo que pretendía el Estatúder, reforzar su poder militar y una mayor centralización del estado. El predominio gomarista finalizó con la muerte del gran pensionario Oldenbarnevelt,
A pesar de las divergencias entre los sectores en las Provincias Unidas hay que hablar de paz interior. Se desarrolló económicamente la sociedad:
- Subieron los salarios, aunque esta tendencia fue interrumpida más tarde, pero en todo caso aun seguirá siendo una situación mejor que en otros países.
- Llegaron muchos inmigrantes ante las ventajas del agro y el comercio neerlandés. Estos recién llegados trabajaban en los trabajos que los nativos no querían, lo que sirvió para limar asperezas en el contacto social.
- La sociedad no era cerrada, sino permeable, que permitía el ascenso social.

## Cultura y ciencia
En los Países Bajos hubo una emigración debida a la caza de talentos por parte de Inglaterra, que los atrajo ofreciéndoles más ventajas económicas. Los ingleses lo que pretendían es aprender de ellos para conocer sus técnicas, agrarias, industriales, manufactureras y de ingeniería hidráulica. Por otra parte también fueron invitados por otros países para aprender de sus técnicas.
Los Países Bajos abrieron sus fronteras a todos aquellos que podían dar beneficios, incluido el mundo de la cultura. Llegaron pensadores importantes como Spinoza, Descartes y John Locke. Se convirtieron en un lugar de acogida para corrientes religiosas perseguidas como eran los hugonotes, los jansenitas, los puritanos ingleses, etc.
En Ámsterdam se llegaron a contabilizar 250 impresores distintos en la ciudad. Estos personajes importantes escribían aquí sus obras dando mucha importancia a la industria del libro, libros que a veces se exportaban de una forma legal y otras de manera clandestina. También adquirió mucha importancia la prensa entre esa población cada vez más culta: la Gaceta de Ámsterdam, La Gaceta de Holanda y las Noticias Extraordinarias de Leiden son claros ejemplos de este auge de la prensa.
En las universidades como la de Leiden, se acogió bien a profesores neerlandeses y profesores exiliados de otros territorios. En ellas se impartían conocimientos sobre lenguas orientales, anatomía, botánica, astronomía, etc. También tuvieron mucho interés las ciencias prácticas. El tipo de enseñanzas prodigadas fueron: problemas técnicos con práctica para solventarlos (por lo que se desarrollan nuevos aparatos: telescopio (Christiaan Huygens), microscopio (Anton van Leeuwenhoek), reloj de péndulo (Huygens), termómetro...). También se estudiaban obras geográficas como atlas, que tienen mucho que ver con el dominio del mar. Y anatomía donde se abandonó la medicina del pasado.
También se construían aparatos de medida como microscopios, telescopios; todo relacionado con las ciencias que allí se enseñaban. Todo esto unido al conocimiento de los mares facilitado por las imprentas que permitieron la aparición de atlas y libros geográficos.

## Fin de la hegemonía
La hegemonía neerlandesa tuvo su ocaso en las décadas finales del XVII, debido a la crisis de la guerra de los Treinta Años. Los Países Bajos se vieron afectados por la recuperación de los países participantes en el conflicto. Este deterioro fue paulatino, y más que de deterioro neerlandés se trata del desarrollo de las demás potencias sobre todo Francia e Inglaterra, a la que ayudó mucho sin duda la inmigración de comerciantes y artesanos neerlandeses.